# Stenshuvud (naturreservat)
Stenshuvud är ett naturreservat i Simrishamns kommun i Skåne län.
Området är naturskyddat sedan 2003 och är 8 hektar stort. Reservatet ligger strax söder om nationalparken Stenshuvud och omfattar ett område med lövskog omkring Rörums norra å.